# Фискальные марки Пакистана

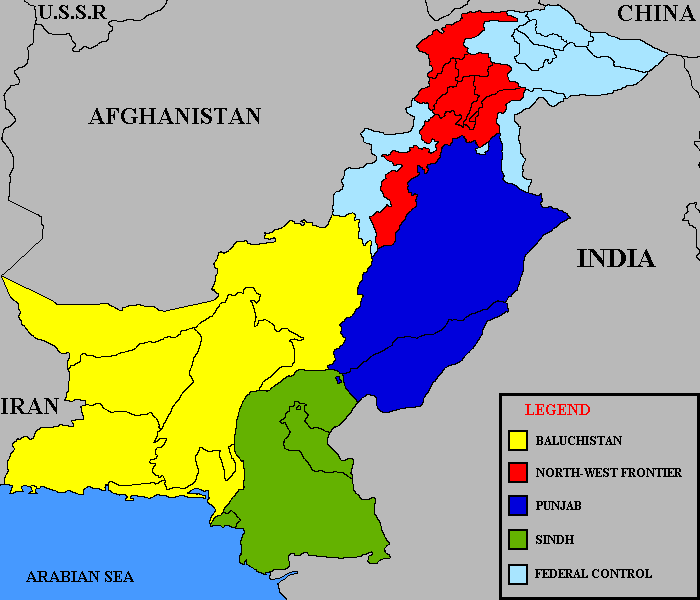
Карта Пакистана с обозначенными провинциями

Фискальные марки Пакистана — находившиеся в обращении в Пакистане фискальные марки после провозглашения независимости в 1947 году, эмиссия которых продолжается по сей день. Помимо общенациональных выпусков, собственные фискальные марки выпускают или выпускали провинции Белуджистан, Северо-западная пограничная провинция, Пенджаб, Синд, а также Азад Джамму и Кашмир, Западный Пакистан и столица Исламабад.
До 1947 года Пакистан входил в состав Индии, и там в обращении были фискальные марки Индии. Ряд княжеств, выпускавших собственные фискальные марки, также вошли в состав Пакистана после обретения независимости и, следовательно, также могут считаться предшественниками выпусков Пакистана. К ним относятся Бахавалпур и Лас Бела. До 1971 года пакистанские общенациональные выпуски использовались как в Западном Пакистане, так и в Восточном Пакистане. Позднее в том же году Восточный Пакистан стал независимым государством Бангладеш, которое и по сей день выпускает собственные фискальные марки.

## Общенациональные выпуски
Как и в случае с Великобританией и Индией, некоторые фискальные марки Пакистана относились к маркам колониального типа. На них были изображены звезда и полумесяц, национальный символ Пакистана. Они использовались в следующих целях:
- Для договоров (Agreement) (ок. 1950)
- Для маклерских записок[нем.] (Broker’s Note) (ок. 1950)
- Наклейки для перемещённых лиц (Displaced Persons Adhesive) (ок. 1950 — ок. 1961)
- Для иностранных векселей (Foreign Bill) (1947 — ок. 1992)
- Для удостоверений личности (Identification Card) (ок. 1990)
- Страхового сбора (Insurance) (1947 — ок.1992)
- Нотариального сбора (Notarial) (1947 — ок.1992)
- Нотариального сбора Высокого суда (Notarial High Court) (ок. 1960)
- Наклейки сбора для беженцев (Refugee Adhesive) (ок. 1950)
- Для передачи акций[англ.] (Share Transfer) (ок. 1947 — ок. 1995)
- Наклейки специальных сборов (Special Adhesive) (1947—2003)

Помимо марок колониального типа, у некоторых видов фискальных марок были свои собственные особые рисунки. К ним относятся марки:
- Для свидетельств (Attestation) (ок. 1960)
- Центрального акциза (Central Excise Revenue) (ок. 1958-ок. 1990)
- Судебных сборов (Court Fees) (1948 — по настоящее время)
- Для зрелищных мероприятий (Entertainment) (ок. 1965 — ок. 1972)
- Подоходного налога (Income Tax) (1991—1992)
- Страхового сбора (Insurance) (ок. 1995 — по настоящее время)
- Для национальных удостоверений личности (National Identity Card) (ок. 2010 — по настоящее время)
- Для паспортов и виз (Passport and Visa) (ок. 1950)
- Гербового сбора (Revenue) (1947 — по настоящее время)
- Налога на социальное обеспечение (Welfare) (ок. 1972)

## Западный Пакистан
До индо-пакистанской войны 1971 года территория современного Пакистана была известна как Западный Пакистан (Бангладеш тогда назывался Восточным Пакистаном), при этом некоторые выпуски фискальных марок эмитировались исключительно для этой территории. Около 1956 года на марках Бахавалпура судебного сбора, нотариального сбора и для квитанций (с надписями «Court Fee», «Notarial» и «Receipt») был сделана надпечатка для использования в новом государстве. Позднее на пакистанских марках судебных сборов были сделаны надпечатки для использования в качестве марок для разрешений на оружие («Arms Licence») в Западном Пакистане. В 1969 и 1970 годах были выпущены марки для разрешений на оружие («Arms Licence»), для водительских удостоверений («Driving Licence») и налога на транспортные средства («Motor Vehicles Tax»), которые оставались в обращении до замены их отдельными выпусками для провинций в 1971 году.

## Выпуски провинций

### Азад Джамму и Кашмир
Единственными фискальными марками Азад Джамму и Кашмира были обычные пакистанские выпуски с надпечатками для использования в этом государстве на английском языке или на урду. Выпуски эмитировались для уплаты следующих налогов:
- Судебные сборы
- Гербовый сбор
- Наклейки специальных сборов

### Белуджистан
Первые выпуски фискальных марок Белуджистана вышли в 1971 году. С этого года ежегодно выпускались марки для уплаты следующих налогов:
- Разрешения на оружие (Arms Licence)
- Водительские удостоверения (Driving Licence)
- Сертификаты пригодности к эксплуатации транспортных средств (Motor Vehicles Fitness Certificate)
- Налог на транспортные средства (Motor Vehicles Tax)
- Разрешения на маршрут (Route Permit)

На выпусках с 1971 года по 2012 год имелась надпись англ. «Government of Baluchistan» («Правительство Белуджистана»). С 2013 года на большинстве марок написание названия провинции изменено на «Government of Balochistan» («Правительство Белуджистана»), однако на выпусках для водительских удостоверений 2013 и 2014 годов по-прежнему сохраняется старое написание.

### Столичная территория Исламабад
Первые выпуски фискальных марок столичной территории Исламабад вышли в 2002 году. С этого года ежегодно выпускались марки для уплаты следующих налогов:
- Разрешения на оружие
- Водительские удостоверения
- Сертификаты пригодности к эксплуатации транспортных средств

На всех выпусках имеется надпись англ. «Government of Pakistan Islamabad» («Правительство Пакистана Исламабад»). Возможно, существуют также марки для разрешений на маршрут («Route Permit»), но пока о таких не известно.

### Северо-западная пограничная провинция
Первые выпуски фискальных марок Северо-западной пограничной провинции были эмитированы в 1971 году. С этого года ежегодно выпускались марки для уплаты следующих налогов:
- Разрешения на оружие
- Водительские удостоверения
- Сертификат пригодности к эксплуатации транспортных средств
- Налог на транспортные средства

На этих выпусках имеется надпись англ. «Government of the N.W.F.P.» или «Government of N.W.F.P.» («Правительство Северо-западной пограничной провинции»). Также могут существовать марки для разрешений на маршрут, но пока о таких не известно.

### Пенджаб
Первые выпуски фискальных марок Пенджаба вышли в 1971 году. С этого года ежегодно выпускались марки для уплаты следующих налогов:
- Разрешения на оружие
- Водительские удостоверения
- Сертификаты пригодности к эксплуатации транспортных средств
- Налог на транспортные средства
- Разрешения на маршрут
- Документы Национального управления баз данных и регистрации (NADRA Documents)
- Образовательные учреждения (Educational Institutions)

На всех выпусках имеется надпись англ. «Government of the Punjab» («Правительство Пенджаба»).

### Синд
Первые выпуски фискальных марок Синда вышли в 1971 году. С этого года ежегодно выпускались марки для уплаты следующих налогов:
- Разрешения на оружие
- Водительские удостоверения
- Сертификаты пригодности к эксплуатации транспортных средств
- Налог на транспортные средства
- Разрешения на маршрут

На выпусках с 1971 года по 1990 год имелась надпись англ. «Government of Sind» («Правительство Синда»), но с 1991 года написание названия провинции было изменено на «Government of Sindh» («Правительство Синда»).
Начиная с 1990-х годов в Синде также выпускаются марки для уплаты сбора за разрешения на проведение съёмок. Они не соответствуют рисункам марок колониального типа и не выпускаются ежегодно.